# 中谷勇介
中谷 勇介（なかたに ゆうすけ、1978年9月22日 - ）は、京都府宇治市出身の元プロサッカー選手。ポジションはディフェンダー（サイドバック）、ミッドフィールダー。夫人はファッションモデルのエイミー・ハードウィック。

## 人物
中学時代に駅伝で全国大会に出場した経験がある。
高校時代の2年先輩に楢﨑正剛、同級生に矢部次郎、東幸一がおり、U-17日本代表では小野伸二、高原直泰、稲本潤一とチームメイトになった。
高校卒業後、1997年に名古屋グランパスエイトに入団。1年目はサテライトで過ごすが、2年目からレギュラーに定着。3年目に浦和レッズにレンタル移籍するも、怪我もあり1試合の出場にとどまる。
2000年には川崎フロンターレに完全移籍。クラブがJ2降格になり、わずか1年で古巣名古屋に完全移籍で復帰。復帰後は主力選手として活躍。チームメイトだったマルケスが名古屋を退団する時に、「彼をブラジルに連れて行きたい」と評した。
キャリア末期にはタイのコーンケンFCに在籍していた。現役引退後、古巣名古屋グランパスエイトのスクールコーチとして就任している。

## エピソード
- 3日前に母を亡くし実家で葬儀が行われる中、京都サンガのJ1昇格決定試合（2007年12月）に出場した。普段以上に厳しい表情でピッチを走り回りチームを奮い立たせ「強い心で戦ってくれた」「悲しみをこらえ、プロとして素晴らしいプレーを見せてくれた」とチームメイトから称えられた[1]。
- 名古屋在籍時、キャンプ中トンビに携帯を奪われたという珍エピソードを持つ。
- 2008年は、守備的な番号である背番号4を背負っていたが、本人が攻撃的な印象を持ってプレーをしたいということから、チームメイトのDF水本裕貴と交換という形で背番号8をつけたと言われていたが本人によると勝手に番号が変わっていた。おそらく水本裕貴が4番を欲しがりそれに弾かれる形で8番になった。

## 所属クラブ
ユース経歴
- 槇島サッカースポーツ少年団
- 宇治市立槇島中学校
- 1994年 - 1996年 奈良育英高等学校

プロ経歴
- 1997年 - 2000年  名古屋グランパスエイト
  - 1999年10月 - 2000年1月  浦和レッドダイヤモンズ （期限付き移籍）[2]
- 2000年  川崎フロンターレ
- 2001年 - 2006年5月  名古屋グランパスエイト
  - 2006年1月 - 2006年5月  柏レイソル（期限付き移籍）[3][4]
- 2006年6月 - 2007年  柏レイソル
  - 2007年9月 - 12月  京都サンガF.C. （期限付き移籍）[5]
- 2008年 - 2010年  京都サンガF.C.
- 2011年7月 - 2012年  東京ヴェルディ
- 2013年 - 2015年  コーンケンFC

## 個人成績
| 国内大会個人成績 | 国内大会個人成績 | 国内大会個人成績 | 国内大会個人成績 | 国内大会個人成績                       | 国内大会個人成績 | 国内大会個人成績 | 国内大会個人成績 | 国内大会個人成績 | 国内大会個人成績 | 国内大会個人成績 | 国内大会個人成績 |
| 年度             | クラブ           | 背番号           | リーグ           | リーグ戦                               | リーグ戦         | リーグ杯         | リーグ杯         | オープン杯       | オープン杯       | 期間通算         | 期間通算         |
| 年度             | クラブ           | 背番号           | リーグ           | 出場                                   | 得点             | 出場             | 得点             | 出場             | 得点             | 出場             | 得点             |
| 日本             | 日本             | 日本             | 日本             | リーグ戦                               | リーグ戦         | リーグ杯         | リーグ杯         | 天皇杯           | 天皇杯           | 期間通算         | 期間通算         |
| ---------------- | ---------------- | ---------------- | ---------------- | -------------------------------------- | ---------------- | ---------------- | ---------------- | ---------------- | ---------------- | ---------------- | ---------------- |
| 1997             | 名古屋           | 27               | J                | 0                                      | 0                | 0                | 0                | 0                | 0                | 0                | 0                |
| 1998             | 名古屋           | 27               | J                | 26                                     | 0                | 4                | 0                | 3                | 0                | 33               | 0                |
| 1999             | 名古屋           | 27               | J1               | 13                                     | 0                | 3                | 0                | -                | -                | 16               | 0                |
| 1999             | 浦和             | 37               | J1               | 1                                      | 0                | 0                | 0                | 0                | 0                | 1                | 0                |
| 2000             | 川崎             | 22               | J1               | 10                                     | 1                | 1                | 0                | 0                | 0                | 11               | 1                |
| 2001             | 名古屋           | 26               | J1               | 14                                     | 0                | 2                | 0                | 1                | 0                | 17               | 0                |
| 2002             | 名古屋           | 17               | J1               | 11                                     | 1                | 4                | 1                | 0                | 0                | 15               | 2                |
| 2003             | 名古屋           | 6                | J1               | 14                                     | 1                | 2                | 0                | 1                | 0                | 17               | 1                |
| 2004             | 名古屋           | 6                | J1               | 25                                     | 0                | 4                | 1                | 2                | 0                | 31               | 1                |
| 2005             | 名古屋           | 6                | J1               | 20                                     | 0                | 4                | 0                | 1                | 0                | 25               | 0                |
| 2006             | 柏               | 6                | J2               | 4                                      | 0                | -                | -                | 1                | 0                | 5                | 0                |
| 2007             | 柏               | 6                | J1               | 0                                      | 0                | 0                | 0                | -                | -                | 0                | 0                |
| 2007             | 京都             | 36               | J2               | 11                                     | 1                | -                | -                | 0                | 0                | 11               | 1                |
| 2008             | 京都             | 4                | J1               | 25                                     | 1                | 3                | 0                | 1                | 0                | 29               | 1                |
| 2009             | 京都             | 8                | J1               | 22                                     | 0                | 1                | 0                | 2                | 0                | 25               | 0                |
| 2010             | 京都             | 8                | J1               | 5                                      | 0                | 0                | 0                | 0                | 0                | 5                | 0                |
| 2011             | 東京V            | 37               | J2               | 16                                     | 1                | -                | -                | 2                | 0                | 18               | 1                |
| 2012             | 東京V            | 6                | J2               | 20                                     | 0                | -                | -                | 1                | 0                | 22               | 0                |
| タイ             | タイ             | タイ             | タイ             | リーグ戦                               | リーグ戦         | リーグ杯         | リーグ杯         | FA杯             | FA杯             | 期間通算         | 期間通算         |
| 2013             | コーンケン       | 11               | ディヴィジョン1  |                                        |                  | -                | -                |                  |                  |                  |                  |
| 通算             | 日本             | 日本             | J1               | 186                                    | 4                | 28               | 2                | 11               | 0                | 225              | 6                |
| 通算             | 日本             | 日本             | J2               | 51                                     | 2                | -                | -                | 4                | 0                | 55               | 2                |
| 通算             | タイ             | タイ             | ディヴィジョン1  | \|\|\|\|colspan="2"\|-\|\|\|\|\|\|\|\| |                  |                  |                  |                  |                  |                  |                  |
| 総通算           | 総通算           | 総通算           | 総通算           | 227                                    | 6                | 28               | 2                | 15               | 0                | 280              | 8                |

- Jリーグ初出場 - 1998年4月29日 Jリーグ 1stステージ第9節 vs鹿島アントラーズ (瑞穂陸上競技場)
- Jリーグ初得点 - 2000年8月12日 J1 2ndステージ第9節 vsサンフレッチェ広島 (広島ビッグアーチ)

国際試合
- 2000/01 アジアカップウィナーズカップ 1試合0得点

その他の公式戦
- 2007年
  - J1・J2入れ替え戦 2試合0得点

## 代表歴
- - U-16日本代表
- U-16アジア予選優勝(1994年)
- U-17日本代表
  - U-17世界選手権 (1995年)
- U-21日本代表
  - アジア大会(1998年)

## 指導歴
- 2016年 名古屋グランパス スクールコーチ
- 2017年6月 - 名古屋グランパス チーム統括部 トップチームグループ 強化担当